# Nemesis (Asimov)
Nemesis è un romanzo di fantascienza del 1989 scritto da Isaac Asimov. Non è ambientato nel suo famoso ciclo della Fondazione né in quello dei robot. È una storia a sé stante, ma alcune citazioni lo collocano all'inizio della storia futura, agli albori della colonizzazione dello spazio.
Il nome Nemesis è un riferimento ad un'ipotetica stella compagna del Sole, che si troverebbe in un'orbita larghissima: ogni qualche decina di milioni di anni Nemesis passerebbe attraverso la nube di Oort perturbando l'orbita di migliaia di comete, alcune delle quali finirebbero per cadere sulla Terra provocando una catastrofica estinzione di massa. La stella è stata proposta per spiegare alcune supposte regolarità nel ripetersi delle estinzioni, ma nessuna stella di questo tipo è mai stata osservata, e la regolarità stessa non è stata confermata da studi successivi. La Nemesis di Asimov non è una stella compagna del Sole, ma può avere effetti ancora più funesti.

## Trama
Il sistema solare è stato in gran parte colonizzato. Lo spazio è pieno di colonie spaziali autonome, che si contendono l'accesso alle limitate risorse del sistema e cercano di tenere la propria delicata ecologia al sicuro da influenze esterne. Molte vorrebbero andarsene, ma non esistono sistemi propulsivi all'altezza. La ricerca verte sull'iperspazio, che permetterebbe a chi lo sapesse utilizzare di viaggiare a velocità simili o poco superiori a quella della luce.
Nemesis viene scoperta per caso, una piccola stella (una nana rossa) quasi invisibile molto vicina al Sole (2.5 anni luce) in rotta di collisione col sistema solare, da Eugenia Insigna, astronoma che abita su Rotor, una delle colonie fondate dalla Terra. La scienziata si rivolge subito ad un alto esponente fra i Rotoriani, Janus Pitt, che però le intima di mantenere il silenzio su questa incredibile scoperta: questo perché Pitt sogna di costruire una nuova civiltà distaccata dal pianeta natio destinata a conquistare addirittura l'intera galassia. Eugenia, seppure riluttante per il suo orgoglio di astronoma, è costretta quindi a tacere a tutti la sua scoperta, anche a suo marito, Crile Fisher. Ciò non impedisce all'astronoma di ricevere la possibilità di battezzare la stella appena scoperta, che si chiamerà appunto Nemesis, richiamo alla dea greca della giustizia.
Prima della partenza però Eugenia e Fisher, che hanno avuto una bambina di nome Marlene, hanno un furioso litigio riguardo alla decisione di partire insieme a Rotor verso la nuova stella o ritornare sulla Terra: Fisher, terrestre molto attaccato alla sua patria, si rifiuta di allontanarsi da essa, ma Eugenia, che ha sempre vissuto su Rotor e vede la Terra come un pianeta ormai oppresso dalla corruzione e sull'orlo del declino totale, è convinta che sia giusto partire. Per questo la famiglia si disgrega e Fisher, seppur molto riluttante a lasciare la figlia, ritorna sulla Terra. A bordo di Rotor si troveranno quindi Eugenia e una giovanissima Marlene, insieme ad alcune migliaia di persone che hanno aderito al progetto.
Passati vari anni dalla partenza di Rotor, Marlene, ormai quindicenne, ha sviluppato una dote molto particolare, che si è affermata sempre di più nel tempo: infatti la ragazza riesce, interpretando tutte le sfumature dei comportamenti delle persone, a capire esattamente cosa provano e pensano. Questa caratteristica turba la madre Eugenia, che si vede come un libro aperto di fronte alla figlia ed è addirittura costretta a rivelarle la verità sulla separazione di lei e Fisher e che Nemesis è effettivamente in rotta di collisione con la Terra, come la figlia sospettava. Grazie a questa dote Marlene inoltre, che sin da piccola aveva provato un vivo interesse verso Eritro, luna di un gigante gassoso chiamato Megas e pianeta praticamente abitabile, riesce a convincere Pitt a mandare lei e sua madre là, facendo leva sull'avversione dell'uomo per loro.
In una narrazione parallela a questa si scopre che Fisher si era legato ad Eugenia solo per lavoro, e in seguito, in quanto era diventato impossibile rimanere con lei e la figlia, era ritornato in patria, benché fosse restio a lasciare la figlia che gli ricordava la sorella Roseanne, morta a 17 anni vittima di alcuni tumulti che erano avvenuti tempo prima. Inoltre la Terra, con l'aiuto di Fisher, riesce a localizzare Rotor, ma trovando il pianeta troppo lontano per raggiungerlo grazie il comune mezzo dell'iperassistenza, chiede all'uomo di raggiungere la professoressa Tessa Wendel su una delle Colonie, e di convincerla - anche con metodi poco ortodossi quali la seduzione - a venire sulla Terra per approfondire gli studi sul volo ultraluce, teorico mezzo di locomozione nello spazio che arriva ad una velocità molto maggiore di quella della luce. Fisher accetta la proposta e riesce anche nel suo intento: infatti la donna, divorziatasi due volte, trova nell'uomo dapprima un fedele amante, e poi un compagno sicuro. Così Tessa e Fisher tornano sulla Terra, e dopo molti anni la ormai cinquantenne Tessa e Fisher (che mai ha perso la speranza di rivedere la figlia) riescono ad imbarcarsi sull'Ultraluce, nave che sfrutta la velocità ultraluce, appunto. La nave parte quindi per il supposto punto dello spazio dove si trova Rotor, e seppur con qualche complicazione, raggiunge la meta.
Intanto Marlene e la madre sono arrivate su Eritro e risiedono nella Cupola, centro di ricerche riguardo al pianeta dove quest'ultima incontra un vecchio compagno di studi, Siever Genarr. Genarr, in una situazione analoga a quella di Marlene, da giovane era tanto brutto quanto brillante e riesce quindi a comprendere la ragazza più a fondo degli altri, persino di Eugenia stessa (di cui è innamorato dai tempi degli studi): infatti capisce che Marlene è consapevole (come lui lo era) della sua bruttezza corporea ma anche della sua notevole "bellezza" mentale e si sente afflitta perché la gente si rende conto solo del suo aspetto esteriore, trascurando invece la sua qualità più importante. Così Genarr riesce quasi subito a conquistare la ragazza, che gli diventa molto legata fino al punto di chiamarlo "Zio Siever". Questo legame stretto porta l'uomo a credere sempre di più nella dote speciale di Marlene, fino al punto di portarla a vedere Eritro fuori dalla Cupola dopo le richieste insistenti della ragazza, seppur con una tuta protettiva speciale: infatti il pianeta si dice essere abitato dal Morbo, "malattia" che ha colpito le poche persone che si sono avventurate all'esterno. Marlene, però, è convinta che il Morbo non la danneggerà, così i due si avventurano sulla superficie di Eritro. A questo punto accade un inconveniente: Genarr, vedendo la ragazza sul punto di togliersi la tuta protettiva, cerca di fermarla, ma si accorge di non riuscire più a muoversi. Riportato insieme ad una tranquillissima Marlene nella Cupola, si sospetta subito che entrambi siano stati colpiti dal Morbo, sospetto che si rivela sbagliato. La ragazza in seguito riuscirà a uscire all'aperto sul pianeta senza Genarr o tuta protettiva, anche se solo dopo numerosi tentativi di calmare l'ansiosa madre. In uno dei suoi viaggi su Eritro Marlene scopre una forma di vita costituita dall'insieme di tutte le cellule procariote e, seppur dapprima ne sia terribilmente spaventata, dopo vari viaggi la conosce meglio e impara ad apprezzarla, fino a esserne addirittura molto attaccata.
Le vicende che si sono sviluppate parallelamente infine si congiungono: Fisher sbarca con l'astronave su Eritro. Marlene, sconvolta alla vista del padre, non riesce comunque a perdonarlo, con grande dispiacere dell'uomo. Genarr, Saltade Leverett (un uomo mandato da Pitt poco prima), Fisher e Chao-Li Wu (uno scienziato partito insieme a Fisher e Tessa) si ritrovano a parlare di che cosa decidere riguardo all'inevitabile catastrofe che si abbatterà sulla Terra per la futura collisione con Nemesis. Gli uomini sono sul punto di prendere una decisione spiacevole per Eritro, ma Marlene si oppone con tutta la sua forza e, grazie appunto alla forma di vita che abita il pianeta, riesce a trovare una soluzione basata su un principio fisico che riguarda una teoria appena formulata da Wu. Fisher e Tessa ritornano così sulla Terra mentre Eugenia e Genarr (benché Asimov non lo dica esplicitamente) iniziano una nuova storia d'amore.

## Collegamenti con altri romanzi
Nel finale del libro, Asimov accenna brevemente al suo famoso ciclo della Fondazione: Janus Pitt si chiede infatti «Chi avrebbe imparato a interpretare le tendenze e a prevedere il futuro in una galassia brulicante d'umanità?», un chiaro riferimento alla psicostoria.
Inversamente, un riferimento a questo romanzo è presente in Fondazione anno zero: Hari Seldon infatti cita una leggenda che riguarda una giovane donna «capace di comunicare con un intero pianeta che ruotava attorno ad un sole chiamato Nemesis.»

## Edizioni
- Isaac Asimov, Nemesis, 1989.
- Isaac Asimov, Nemesis, traduzione di Piero Anselmi, collana Altri Mondi n° 19, Arnoldo Mondadori Editore, 1990, ISBN 88-04-33695-1.